# Agathe Yi Kan-nan
Pour les articles homonymes, voir Sainte Agathe et Agathe Yi (homonymie).
Agathe Yi Kan-nan (en coréen 이간난 아가타) est une laïque chrétienne coréenne, martyre et sainte, née en 1814 à Séoul en Corée, morte le 20 septembre 1846 à Séoul.
Reconnue martyre et béatifiée en 1925 par Pie XI, elle est solennellement canonisée à Séoul par le pape Jean-Paul II le 6 mai 1984 avec 102 autres martyrs de Corée. 
Sainte Agathe Yi Kan-nan est fêtée le 20 septembre.

## Biographie
Agathe Yi Kan-nan naît en 1813 ou 1814 à Séoul, en Corée,. Elle est d'une famille non chrétienne. 
À l'âge de 18 ans, Agathe Yi Kan-nan se marie, mais son mari meurt deux ans après. En 1834, elle entend parler de la religion catholique. Elle ne veut pas se remarier, et demandé à sa mère de lui faire rencontrer une catholique. Ce n'était pas difficile car il y a une catholique dans sa famille. La catholique de la famille enseigne le christianisme à Agathe, à sa mère et à son frère. Ils sont tous les trois baptisés par un prêtre venu de Chine, le père Pacifique Yu.
Mais le père d'Agathe est un païen endurci, fâché d'apprendre que sa famille a été baptisée. Il envoie Agathe dans la famille de son défunt mari, et il envoie son épouse et son fils dans la province de Gyeongsang. Agathe obéit à son père et part dans la famille de son mari décédé ; elle s'y montre très gentille avec toute la famille. Les membres de la famille sont heureux qu'une de leurs belles-sœurs soit devenue catholique.
Ayant économisé de l'argent, Agatha achète une maison où elle vit avec ses amis. Elle est très pieuse et jeûne souvent. Les catholiques l'admirent et disent qu'elle est aussi claire qu'un miroir et aussi pure que la neige.
Agathe Yi Kan-nan est une des quatre femmes arrêtées dans la maison de Charles Hyon le 10 juillet 1846. Elle passe plus de deux mois en prison. Elle est soumise à la torture, mais elle refuse de renier sa foi. Le 20 septembre 1846, elle meurt sous les coups ou étranglée, à l'âge de trente-trois ans.

## Canonisation
Agathe Yi Kan-nan est reconnue martyre par décret du Saint-Siège le 9 mai 1925 et ainsi proclamée vénérable. Elle est béatifiée (proclamée bienheureuse) le 5 juillet suivant par le pape Pie XI.
Elle est canonisée (proclamée sainte) par le pape Jean-Paul II le 6 mai 1984 à Séoul en même temps que 102 autres martyrs de Corée. 
Sainte Agathe Yi Kan-nan est fêtée le 20 septembre, qui est à la fois le jour anniversaire de sa mort, et la date commune de célébration des martyrs de Corée.